# Фанипаљ
Фанипаљ (блр. Фаніпаль; рус. Фа́ниполь) је град у Дзержинском рејону Минске области у Републици Белорусији. Град лежи на 24 км југозападно од главног града Минска, односно на 15 км североисточно од града Дзержинска. Кроз град пролази међународна железничка линија и аутопут који повезују Москву (Русија) са Брестом и даље са Пољском. 

## Историја
Насеље Фанипаљ помиње се по први пут 1856, и према подацима Историјског архива Белорусије било је део поседа племићких породица Богдашевски и Енелфелд. У насељу је 1870. отворено мање железничко стајалиште које је наредне године прерасло у железничку станицу Такаревска. Насеље, односно железничка станица 1876. добија данашњи назив. 
Године 1965. у граду је отворена велика фабрика за производњу армирано-бетонских компоненти за градњу мостова, једина те врсте у целој земљи. Захваљујући индустријализацији Фанипаљ је почео интензивније да се развија, тако да је 1984. административно уређен као градско насеље, а од 1999. као град рејонске субординације. Град је 2006. прославио 150. годишњицу постојања.

## Становништво
Према процени, у граду је 2012. живело 13.116 становника.
| 1979. | 1989. | 1999. | 2009.  | 2012.  |
| ----- | ----- | ----- | ------ | ------ |
| ...   | 8.729 | 8.729 | 12.718 | 13.116 |